# John Hammond (personaje)
John Parker Hammond es un personaje ficticio ideado por Michael Crichton para su novela Jurassic Park (Parque Jurásico en Español), posteriormente interpretado en la gran pantalla por el actor Richard Attenborough. John Hammond es el protagonista en la novela original, mientras que en las sucesivas secuelas y en los filmes (El mundo perdido: Parque Jurásico II y Parque Jurásico III) pasa a un segundo plano, aunque manteniendo un papel principal en la trama. También tiene un papel relevante en la historia del primer videojuego para PC de la franquicia Jurassic Park: Trespasser.

## Biografía
Nacido el 14 de marzo de 1923, John Hammond es presentado como un filántropo multimillonario europeo (escocés), fundador y presidente de la compañía InGen (International Genetic Technologies, Inc). Esta compañía es la responsable del proyecto Jurassic Park. 
Entre septiembre de 1983 y noviembre de 1985, John Hammond, con 62 años, y titular de una institución de prestigio que otorga becas para el estudio llamada Fundación Hammond, consigue, junto con el abogado Donnald Genaro, 870 millones de dólares para la creación de InGen y así financiar la investigación genética sobre dinosaurios y traerlos de nuevo a la vida.
Según la saga fílmica, originalmente Jurassic Park estaba proyectado para ser un anfiteatro (donde exponer los dinosaurios) en la ciudad de San Diego, pero fue abandonado por otro proyecto más ambicioso impulsado por Hammond (de hecho, en El mundo perdido: Parque Jurásico II se muestra que el anfiteatro estaba parcialmente terminado). Este último consistía en crear una reserva biológica jurásica que finalmente acabó emplazándose en las islas Nublar y Sorna, alquiladas al Gobierno de Costa Rica.
Su primer proyecto se narra en la novela de esta forma:

Un circo de pulgas en Petticoat Lane, era realmente maravilloso... Tenía un trapecio chiquitín y un tiovivo... y un balancín, todo se movía con un motor, claro, pero la gente decía que veía las pulgas: ¡Oh, veo las pulgas, mami! ¿No ves las pulgas? Pulgas payaso, pulgas trapecistas y pulgas desfilando.

En la novela se argumenta, del mismo modo, que fue este proyecto el que le provoca a Hammond la visión de llevar a cabo Jurassic Park:

Pero en este lugar quería mostrar algo que no fuera una ilusión, algo que fuera real... Algo que pudieran ver y tocar, una idea no desprovista de mérito

Ambas narraciones se adaptaron al guion original para la primera película. El proyecto de Hammond fracasa básicamente porque se convence con demasiado arraigo de que, sin importar lo que llegaran a crear como resultado de sus avances o los riesgos que implicara, con el tiempo
lograrán controlarlo y ponerlo al servicio de sus intereses.

## Final
En la novela, John Hammond es atacado y asesinado por un gran grupo de Procompsognathus, pequeños dinosaurios carnívoros, antes de que pueda subir la colina, en un infructuoso intento por salvar su vida. En cambio, en la película sobrevive, conduciendo un jeep del parque y dirigiéndose hacia un helicóptero de rescate. Ya en Chicago, luchó por años para la preservación y la conservación de los animales en la isla.
En Jurassic World se explica que el personaje había muerto recientemente y expresó sus últimas voluntades al empresario Simon Masrani.

## Parentescos
John Hammond tiene una hija, Sara. Tanto en la novela como en la primera película se hace referencia a su divorcio con un empresario de quien no se detallan más datos.
Tiene dos nietos: Alexis Murphy (Lex) y Timothy Murphy (Tim). Lex es la mayor (interpretada por Ariana Richards), entusiasta de los deportes y los ordenadores, es algo caprichosa y molesta continuamente a su hermano (interpretado por Joseph Mazzello), fascinado por los dinosaurios y admirador de Grant. Es más retraído que su hermana.
En The Lost World: Jurassic Park hace acto de presencia Peter Ludlow (interpretado por Arliss Howard), sobrino de John Hammond, hombre de negocios codicioso y manipulador. Su interés es tener derecho sobre isla Sorna para capturar los dinosaurios y llevarlos a San Diego retomando el proyecto del anfiteatro Parque Jurásico.